# 3i
3i Group PLC ist eine britische Beteiligungsgesellschaft, die an der Londoner Börse notiert und im FTSE 100 vertreten ist. Die Gruppe entstand 1946 als Arbeitsgemeinschaft britischer Banken, um den Wiederaufbau der britischen Wirtschaft zu unterstützen, und gilt somit als der älteste noch aktive britische Finanzinvestor. 1987 verkauften die beteiligten Banken ihre Anteile, wodurch diese Arbeitsgemeinschaft in eine Public Limited Company (PLC) umgewandelt wurde. Heute ist die 3i-Gruppe eines der größten öffentlich gehandelten Private-Equity-Unternehmen der Welt.
Das heutige Kerngeschäft beruht auf Mehrheitsbeteiligungen an mittelständischen Unternehmen (Buy-outs) und Infrastrukturfinanzierungen. Zuvor war 3i auch als Wagniskapitalgeber mit selektiven Start-up- und Frühphasen-Finanzierungen aktiv.
Zurzeit ist 3i in 7 Ländern in Europa, Asien und Nordamerika vertreten. Im Geschäftsjahr 2020 investierte die 3i-Gruppe rund 1 Milliarde GBP. Insgesamt verwaltete die Gesellschaft im Jahr 2020 etwa 10,5 Milliarden GBP.

## Geschichte
3i wurde 1945 von zwei britischen Finanzinstituten als Arbeitsgemeinschaft gegründet, um in Industrieunternehmen zu investieren. Ab der Gründung bis in die 1970er Jahre konzentrierte sich die Investitionstätigkeit auf Großbritannien. Eine Investition in dieser Zeit waren 17.000 GBP in das Unternehmen Bond Helicopters, welches später zum größten zivilen Hubschrauberbetreiber der Welt mit einem Unternehmenswert von 80 Millionen GBP wurde.
Mit der Eröffnung von Büros in Deutschland und Frankreich im Jahr 1984, welche den Grundstein für das bald darauf folgende internationale Netzwerk von 3i bildeten, begann 3is schrittweise Expansion ins Ausland. 1987 verkauften die beteiligten Banken schließlich ihre Anteile, wodurch diese Arbeitsgemeinschaft in eine Public Limited Company (PLC) umgewandelt wurde. Dadurch wurde der Börsengang von 3i im Jahr 1994 möglich, welcher in einer Marktkapitalisierung von 1,5 Milliarden GBP resultierte. Infolgedessen wurde 3i in den FTSE 100 Index der Londoner Börse aufgenommen.
2000 übernahm 3i den 1987 von Falk F. Strascheg gegründeten deutschen Wagniskapitalgeber Technologieholding.
2001 wurde die Organisationsstruktur von 3i auf die drei Geschäftsbereiche Buy-outs, Wachstumsfinanzierung und Wagniskapital neu ausgerichtet.
2006 erfolgte die Eröffnung eines Büros in New York.
Im September 2011 übernahm 3i die Einzelhandelskette Action. Action ist derzeit einer der größten non-food-Discounter Europas und betreibt 2918 Filialen in 12 Ländern (Stand 2025).
Heute ist 3i ausschließlich auf Buy-outs und Infrastruktur-Investments fokussiert. Dabei verfolgt 3i das strategische Ziel in wachstumsstarke, mittelständische Unternehmen zu investieren und diese durch internationale Wachstumsstrategien und Akquisitionen voranzubringen. 3i investiert fast ausschließlich von der eigenen Bilanz. Der Chief Executive Officer (CEO) von 3i ist Simon A. Borrows und die aktuelle Finanzdirektorin (CFO) ist Julia Susan Wilson.

## Unternehmen
Die 3i Group ist eine internationale Beteiligungsgesellschaft, die in Europa, Asien und Nordamerika mit eigenen Büros vertreten ist und bislang in mehr als 30 Ländern Investitionen tätigte. Die Kerntätigkeiten stellen Private-Equity-Buy-outs und Infrastrukturfinanzierungen dar. Im Bereich Private Equity ist 3i fokussiert auf die vier Branchen Dienstleistungen, Gesundheitswesen, Konsumgüter und Industriegüter. Das Unternehmen beschäftigt derzeit über 240 Mitarbeiter.

### 3i in Deutschland
3i ist seit 1984 in Deutschland vertreten. Die 3i Deutschland Gesellschaft für Industriebeteiligungen mbH ist in Frankfurt am Main niedergelassen, von wo Buy-outs in der DACH-Region getätigt werden.
Seit 2009 sind Ulf von Haacke und Peter Wirtz Co-Geschäftsführer der Aktivitäten im deutschsprachigen Raum. Peter Wirtz ist ebenfalls einer von zwei Leitern des globalen Buy-out Geschäfts.

## Geschäftsfelder

### Buy-Out
Im Buy-out-Bereich konzentriert sich 3i auf Mehrheitsbeteiligungen an Unternehmen mit einem Unternehmenswert zwischen 100 und 500 Millionen Euro, welche in den Sektoren Dienstleistungen, Gesundheitswesen, Konsumgüter und Industriegüter aktiv sind. Seit 2010 hat die 3i Gruppe über 40 neue Investitionen und 250 Zusatz- (Bolt-on) Akquisitionen in circa 30 Ländern getätigt.

### Infrastruktur
Der Infrastrukturbereich von 3i legt seinen Schwerpunkt auf Mehr- und Minderheitsbeteiligungen in Infrastrukturprojekten und investiert in der Regel zwischen 50 Millionen und 250 Millionen Euro pro Beteiligung.
Im Februar 2007 wurde die Tochtergesellschaft 3i Infrastructure Limited an die Börse gebracht. Zurzeit besitzt 3i etwa 30 % der 3i-Infrastruktur-Aktien.
Zu den Beteiligungsgesellschaften der 3i-Gruppe zählt die Regional Rail, die verschiedene im Güterverkehr tätige Bahngesellschaften in den Vereinigten Staaten und Kanada besitzt.